# City Girls
City Girls è stato un duo musicale statunitense formatosi nel 2017 a Miami e scioltosi nel 2024. È stato formato da Caresha Romeka "Yung Miami" Brownlee e Jatavia Shakara "JT" Johnson.

## Carriera
Yung Miami e JT hanno registrato e pubblicato la loro prima traccia, Fuck Dat Nigga, ad agosto 2017, e l'hanno pubblicizzata sui social media e nelle discoteche. Il brano è incluso nella compilation hip hop della Quality Control Music, la loro etichetta discografica, Control the Streets Volume 1, che ha raggiunto il 5º posto nella classifica degli album più venduti negli Stati Uniti. Poco dopo il singolo di debutto JT è stata accusata di furto d'identità e condannata dal giudice ad una pena di 24 mesi da scontare nella prigione federale. JT ha iniziato il periodo di detenzione nel luglio 2018 ed è stata rilasciata anticipatamente nell'ottobre 2019 per buona condotta. Mentre Jatavia si trovava in prigione, Yung Miami ha continuato a lavorare nei progetti del duo e in collaborazioni musicali.
A maggio 2018 è uscito il loro mixtape di debutto Period, seguito a novembre dall'album di debutto Girl Code, che è arrivato al 55º posto in classifica negli Stati Uniti. Dal disco è stato estratto il singolo Twerk, in collaborazione con la rapper Cardi B, che ha raggiunto il 29º posto nella Billboard Hot 100 statunitense e il 70° nella Billboard Canadian Hot 100 canadese. Il secondo singolo Act Up ha ottenuto ancora più successo, raggiungendo il 26º posto nella Hot 100. Le City Girls hanno collaborato come guest star vocali nel singolo di Drake In My Feelings.
Il 19 giugno 2020 l'album in arrivo delle City Girls, City on Lock, è stato interamente reso disponibile online da persone ignote; il duo ha pertanto deciso di anticiparne l'uscita e pubblicarlo alla mezzanotte dello stesso giorno. Il disco, al quale hanno partecipato Yo Gotti, Doja Cat, Lil Durk e Lil Baby, è entrato nella Billboard 200 alla 29ª posizione. Il singolo di lancio, Jobs, è stato pubblicato appena prima dell'uscita improvvisa dell'album assieme al video musicale. Le City Girls hanno partecipato come artiste ospiti assieme a Doja Cat e Mulatto al remix del singolo Do It delle Chloe x Halle, uscito il 3 settembre 2020. Il 16 settembre il rapper Moneybagg Yo ha pubblicato il remix del singolo Said Sum in collaborazione con il duo e DaBaby, e il 19 ottobre ha pubblicato il video ufficiale del brano. Il 17 ottobre 2020 è uscito il video musicale di In n Out, terzo singolo estratto dall'album di debutto della rapper Latto, Queen of da Souf, a cui hanno partecipato le City Girls.
A ottobre 2023 è stato pubblicato il terzo disco del duo, Raw, che si è rivelato un fallimento a livello commerciale. Nel giugno 2024 Yung Miami ha confermato lo scioglimento del duo, esprimendo la volontà di entrambe di dedicarsi alle carriere soliste.

## Formazione
- Yung Miami (nata Caresha Romeka Brownlee l'11 febbraio 1994 a Miami)
- JT (nata Jatavia Shakara Johnson il 3 dicembre 1992 a Miami)

## Discografia

### Album in studio
- 2018 – Girl Code
- 2020 – City on Lock
- 2023 – Raw

### Mixtape
- 2018 – Period

### Singoli

#### Come artiste principali
- 2017 – Fuck Dat Nigga
- 2018 – Where the Bag At
- 2019 – Twerk (feat. Cardi B)
- 2019 – Act Up
- 2019 – Come On (con Saweetie feat. DJ Durel)
- 2019 – JT First Day Out
- 2019 – You Tried It
- 2020 – Jobs
- 2020 – Pussy Talk (feat. Doja Cat o remix con Quavo e Lil Wayne feat. Jack Harlow)
- 2021 – Throat Baby (Go Baby) [Remix] (con BRS Kash e DaBaby)
- 2021 – Twerkulator
- 2021 – Ex for a Reason (con Summer Walker)
- 2022 – Top Notch (con Fivio Foreign)
- 2022 – Good Love (con Usher)

#### Come artiste ospiti
- 2018 – Real Drip (Kiddo Marv feat. City Girls e Major Nine)
- 2018 – 4 1 Nite (Mike Smiff feat. City Girls)
- 2018 – I Just Wanna (Trina feat. City Girls e Aire)
- 2018 – Yung and Bhad (Bhad Bhabie feat. City Girls)
- 2019 – Caramel (Lloyd feat. City Girls)
- 2019 – Soakin Wet (Marlo e Offset feat. City Girls)
- 2019 – Throw Fits (London on da Track e G-Eazy feat. City Girls e Juvenile)
- 2019 – Leave Em Alone (Layton Greene e Lil Baby feat. City Girls e PnB Rock)
- 2019 – She a Winner (Trouble feat. City Girls)
- 2019 – Wigs (ASAP Ferg feat. City Girls e Antha)
- 2019 – Three Point Stance (Juicy J feat. City Girls e Megan Thee Stallion)
- 2019 – Perfect (Cousin Stizz feat. City Girls)
- 2019 – Wiggle It (French Montana feat. City Girls)
- 2019 – Fuck It Up (YBN Nahmir feat. City Girls e Tyga)
- 2019 – Peach (Pardison Fontaine feat. City Girls)
- 2019 – My Type (Remix) (Saweetie feat. City Girls e Jhené Aiko)
- 2019 – Supahood (K. Michelle feat. Kash Doll e City Girls)
- 2019 – Found You (Lil' Kim feat. O.T. Genasis e City Girls)
- 2019 – Bounce (Samantha Jade feat. City Girls)
- 2019 – Pony (LunchMoney Lewis feat. City Girls)
- 2019 – Melanin (Ciara feat. Lupita Nyong'o, Ester Dean, City Girls e La La)
- 2020 – Do It (Remix) (Chloe x Halle e Doja Cat feat. City Girls e Mulatto)
- 2020 – Said Sum (Remix) (Moneybagg Yo feat. City Girls e DaBaby)
- 2020 – In n Out (Mulatto feat. City Girls)

## Riconoscimenti
- BET Awards
  - 2019 – Candidatura al Miglior gruppo[20]
  - 2019 – Candidatura al Miglior nuovo artista[20]
  - 2020 – Candidatura al BET Her Award per Melanin[21]
  - 2020 – Candidatura al Miglior gruppo[21]
  - 2021 – Candidatura al Miglior gruppo[22]
  - 2022 – Candidatura al Miglior gruppo[23]

- BET Hip Hop Awards
  - 2019 – Candidatura al Miglior video hip hop per Twerk[24]
  - 2019 – Candidatura al Singolo dell'anno per Act Up[24]
  - 2020 – Candidatura al Miglior duo o gruppo[25]
  - 2021 – Candidatura al Miglior duo o gruppo[26]
  - 2022 – Candidatura al Miglior video hip hop per Good Love[27]
  - 2022 – Candidatura alla Miglior collaborazione per Good Love[27]

- BET Social Awards
  - 2019 – Issa Wave[28]

- Billboard Music Awards
  - 2019 – Candidatura alla Miglior rapper femminile[29]
  - 2020 – Candidatura alla Miglior rapper femminile[30]

- iHeartRadio Music Awards
  - 2020 – Candidatura al Miglior nuovo artista hip hop[31]

- Kids' Choice Awards
  - 2020 – Candidatura al Miglior artista emergente[32]

- MTV Video Music Awards
  - 2022 – Candidatura al Miglior gruppo[33]

- Variety's Hitmakers
  - 2021 – The Future Is Female Award[34]